# Binauna
Binauna (nepalski: बिनौना) – gaun wikas samiti w zachodniej części Nepalu w strefie Bheri w dystrykcie Banke. Według nepalskiego spisu powszechnego z 2001 roku liczył on 871 gospodarstw domowych i 6583 mieszkańców (3323 kobiet i 3260 mężczyzn).